# Pavol di Levoča
Pavol di Levoča (in slovacco: Majster Pavol z Levoče) (1470/1480 – 1537/1542) è stato uno scultore slovacco, attivo principalmente nella città di Levoča.

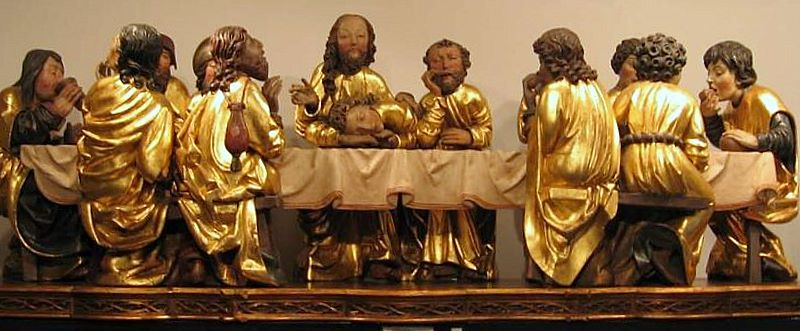
"Ultima cena" proveniente dall'altare della chiesa di San Giacomo di Levoča, ora conservato nel museo di Levoča

La maggior parte dei documenti che lo riguardavano andò distrutta durante l'incendio di Levoča del 1550. Per questo motivo non sono noti né il suo cognome, né le date di nascita e di morte. Si ritiene che sia nato fra il 1470 e il 1480. Morì in una data compresa fra il 1537 (ultima attestazione nota) e il 1542 (quando si menziona sua moglie vedova).
Probabilmente incominciò a lavorare a Cracovia (per via delle intense relazioni commerciali fra Levoča e Cracovia e per la somiglianza del suo stile a quello di Veit Stoss, di cui potrebbe essere stato allievo), Sabinov e Banská Bystrica fino a quando si stabilì a Levoča verso il 1500 e sposò la figlia di un importante cittadino. Nel 1506 aprì una bottega di scultore. Un elenco delle sue opere principali annovera l'altare della chiesa di Santa Barbara a Banská Bystrica nel 1509, l'altare della chiesa di San Giorgio a Spišská Sobota (oggi parte di Poprad) nel 1516 e la sua opera più famosa, completata nel 1517, l'altare maggiore della chiesa di San Giacomo a Levoča. Questo altare tardogotico è il più alto altare gotico ligneo d'Europa, con 18,62 metri d'altezza. È scolpito in legno e decorato in oro. La Madonna di quest'altare era raffigurata sulle banconote da 100 corone slovacche prima dell'introduzione dell'euro in Slovacchia (1º gennaio 2009).
Nel 1527 divenne membro del consiglio municipale di Levoča, ma divenne famoso solo dopo la morte. Gli storici dell'arte iniziarono a fare menzione di lui solo verso il 1870 nelle discussioni intorno all'autore dell'altare di Levoča.

## La memoria nella cultura slovacca moderna
Nel 1956 lo scrittore Ľudo Zúbek fece di Pavol di Levoča il personaggio centrale della novella storico-biografica Skrytý prameň ("La sorgente nascosta"), pubblicata in traduzione italiana nel 1989. 
Nel 1969 il compositore Alexander Moyzes gli dedicò la "Partita in omaggio a mastro Pavol di Levoča", op. 67 per grande orchestra.